# Bunker Komplex 5000

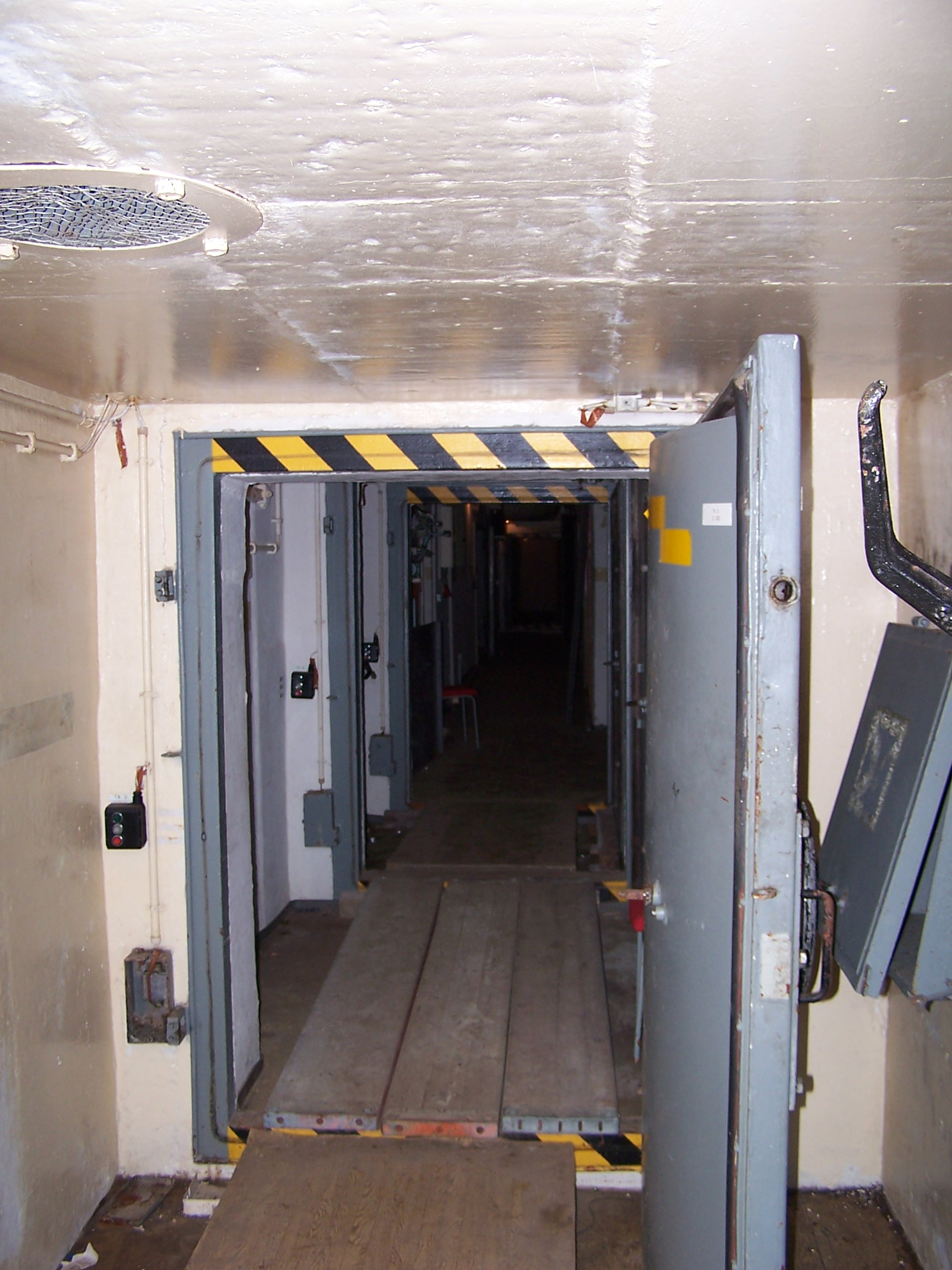
A bunker főbejárata

A Bunker Komplex 5000 elnevezésű bunker (más elnevezések:Investkomplex 17 és  Honecker-bunker az egykori NDK-s államfő után) 1978 és 1983 között létrehozott védelmi komplexum. A létesítmény 1973-as tervezetében egy katonai beruházási program részét képezte az NDK Nemzetvédelmi Minisztériumának (MfNV) védelmi képességek tervezett növelésére. Az objektum természetesen szigorúan titkos minősítést kapott, a belső ügyiratok "Filigran" néven utaltak rá. 
Az épület-komplexust a bunkerrel együtt az NDK Nemzetvédelmi Tanácsa (NVR) nevében építették, ezek biztosították (volna) a kormány védelmét, valamint a hadsereggel (NVA) és a Varsói Szerződés szövetséges erőivel való kommunikációt válság és háború esetén.

## Története
1973-ban Erik Honecker volt az NSZEP Központi Bizottságának főtitkára és az NDK államtanácsának elnöke, amikor a döntés született az atomcsapás-biztos ultramodern bunker megépítéséről. A létesítményt a legnagyobb körültekintéssel, komoly konspirációktól övezve építették meg 1978 és 1983 között.
Az építkezés során 84 ezer tonna betont használtak fel a hatalmas, majdnem százezer köbméteres létesítményhez, mely az NDK SED (kormánypárt) vezetőségén kívül mintegy 400 embernek nyújtott volna biztos menedéket egy nukleáris havária esetén legfeljebb két héten keresztül.

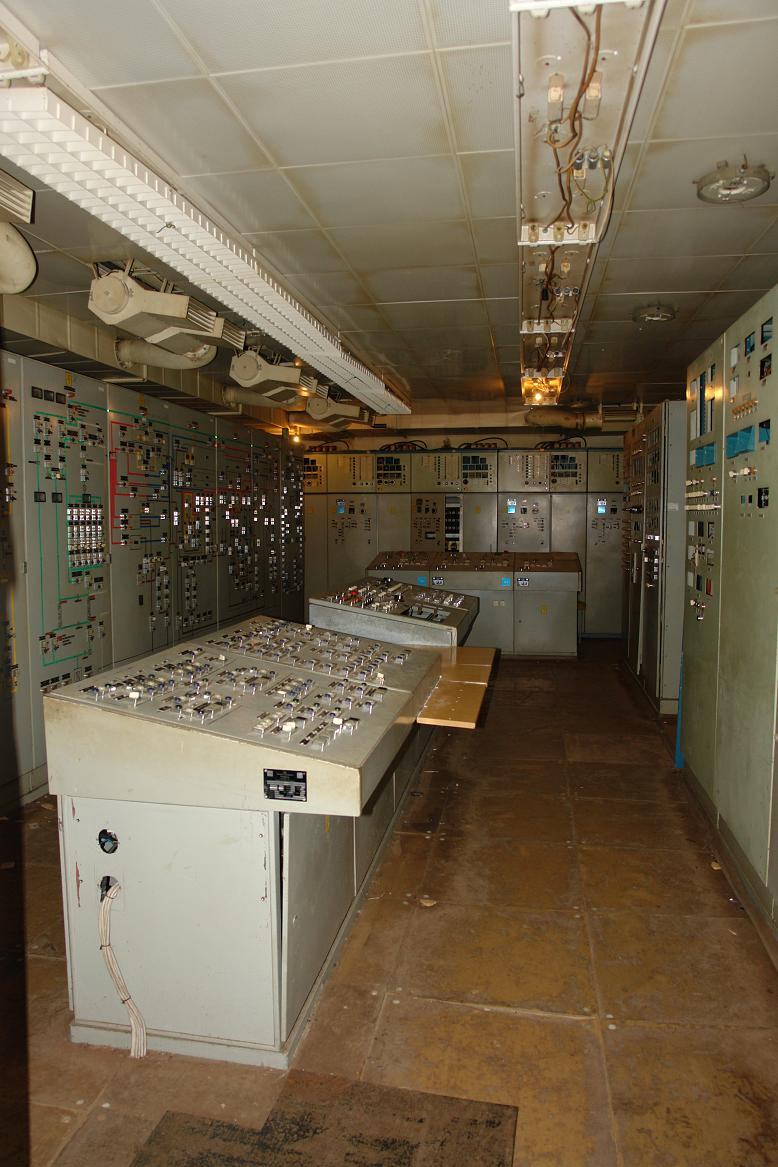
Diszpécser központ a bunkerben

A létesítményt hivatalosan „Bunker Komplex 5000”  névre keresztelték, ebben természetesen benne voltak a közvetlenül nem a bunkerhez tartozó létesítmények is. A bunkert magát vagy a 17/5001-es számsorral, vagy a „Perle” (gyöngy), illetve néha a „Filigran” (apró, filigrán) nevekkel illették. 1983-tól a Berlini fal 1989-es leomlásáig ez volt az NDK Védelmi Minisztériumának a vezetési vészközpontja („Ausweichführungsstelle”; AfüSt).
A bunker nagyjából 70-szer 50 méteres alapterületű, három emelet mélyen nyúlik be a föld alá, falazatának a vastagsága helyenként a 3 métert is meghaladja. Legfelső szintje homokkal feltöltött betonkazettákból állt, ami a konvencionális rakétatámadások elhárítását szolgálta. A bunker fölötti vastag földréteget átütő rakéták a tervezők szándéka szerint itt robbantak volna fel, és a robbanás erejét nyelte volna el a széles tér és a homokréteg.

### Atomtámadást követően
Nukleáris csapást követően a bunkerben szigorú beléptetési szabályok léptek volna érvénybe. Csak a legfontosabb használati tárgyakat és dokumentumokat vihette volna be mindenki magával, minden mást – beleértve a személyes ruházatot is – a külső tárolókban kellett hátrahagyni, és az elülső kémiai zuhanyzókba csak így, meztelenül lehetett belépni. Mérésekkel és vizsgálatokkal győződött meg a biztonsági személyzet, hogy a belépőnek sikerült a sugárzástól (legalábbis külsőleg) megszabadulnia (dekontamináció).
Csak ezek után lehetett a két kis köztes kamrába, majd a zsilipeken keresztül a bunkerbe bejutni. A létesítményben a zsilipeken belül a légkörinél magasabb nyomás uralkodott, hogy a falazat vagy a bejáratok sérülése esetén a kinti nukleáris és/vagy mérgező levegő ne juthasson be.

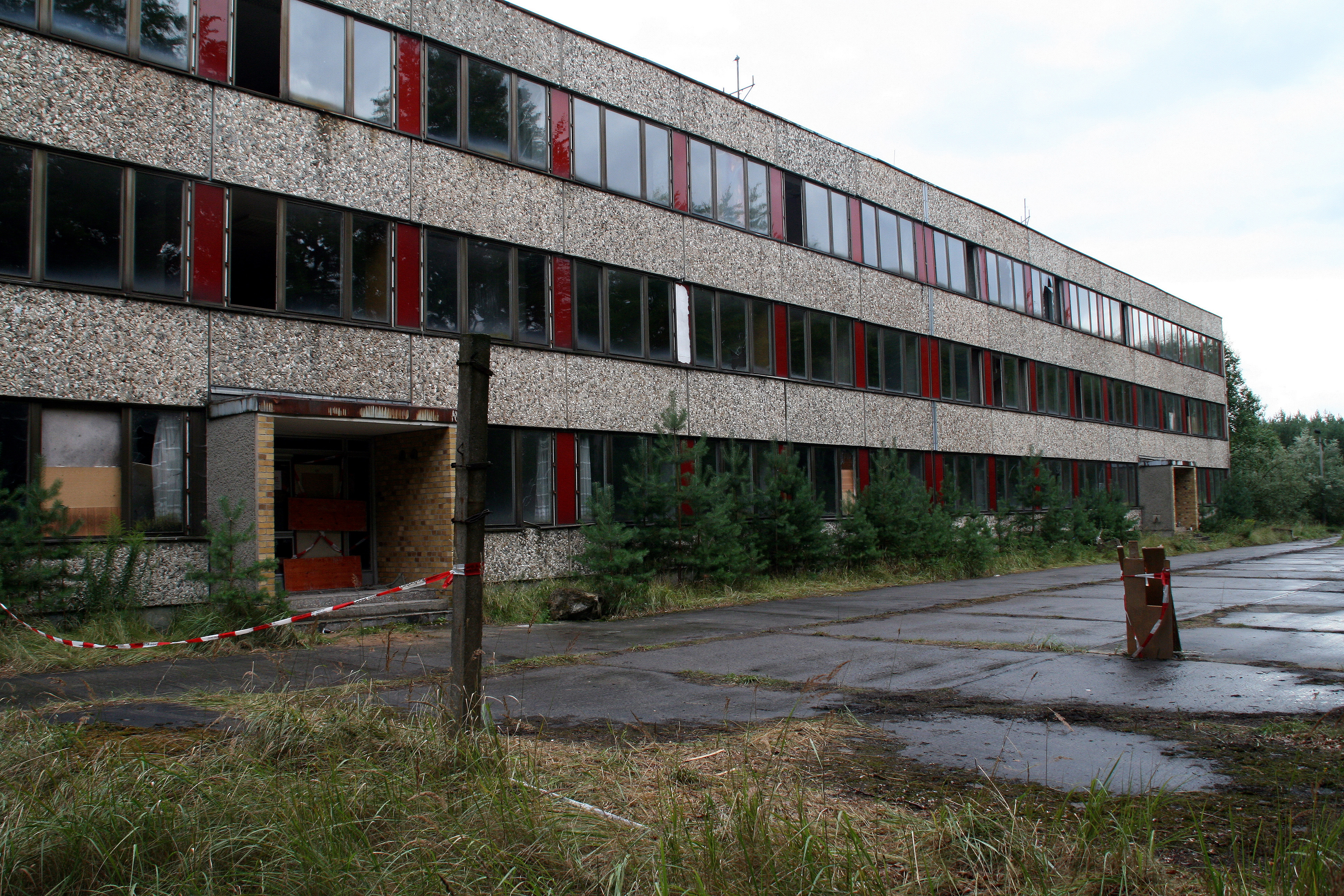
A bunkerhez közeli főépület. Több átjáró nyílt a pincéből a létesítmény felé.

A bunker egy közvetlen atombomba találatot persze nem vészelt volna át – de egy közeli, háromnegyed kilométerre bekövetkező detonációt már igen.
Az egész építmény úgy lett kialakítva, hogy a vastag betonkockán belül a belső szerkezet konténerekre tagozódott, és ezek mindegyike olyan rugószerkezeten függött, ami a detonációt követő lökéshullámot képes lett volna elnyelni a szerkezet komolyabb sérülése nélkül. Ugyanezen – vagy legalábbis hasonló elven – építik Tokió és persze egész Japán új épületeit, hogy azok képesek legyenek ellenállni a földrengések keltette hasonló lökéshullámoknak.
A létesítménnyel szembeni kihívásokat 3 kategóriába, 3 módba sorolták; a „Betriebsweise 1-3” -ba:

#### Betriebsweise 1
A bunker normál „békebeli” üzemmódja volt az 1-es. A kommunikációs központokat, ellátási rendszert, a filtereket és a villamos vészgenerátorokat, illetve a teljes létesítményt uraló túlnyomást ekkor is üzemeltették / fenntartották. A belső ajtókat zárva tartották; ennek legfőbb oka az volt, hogy a „mezei” személyzet a létesítménynek csak egy kisebb, rá tartozó részét ismerhette. A bunkert tekergős erdei utakon tudták megközelíteni az ott dolgozó munkások.

#### Betriebsweise 2

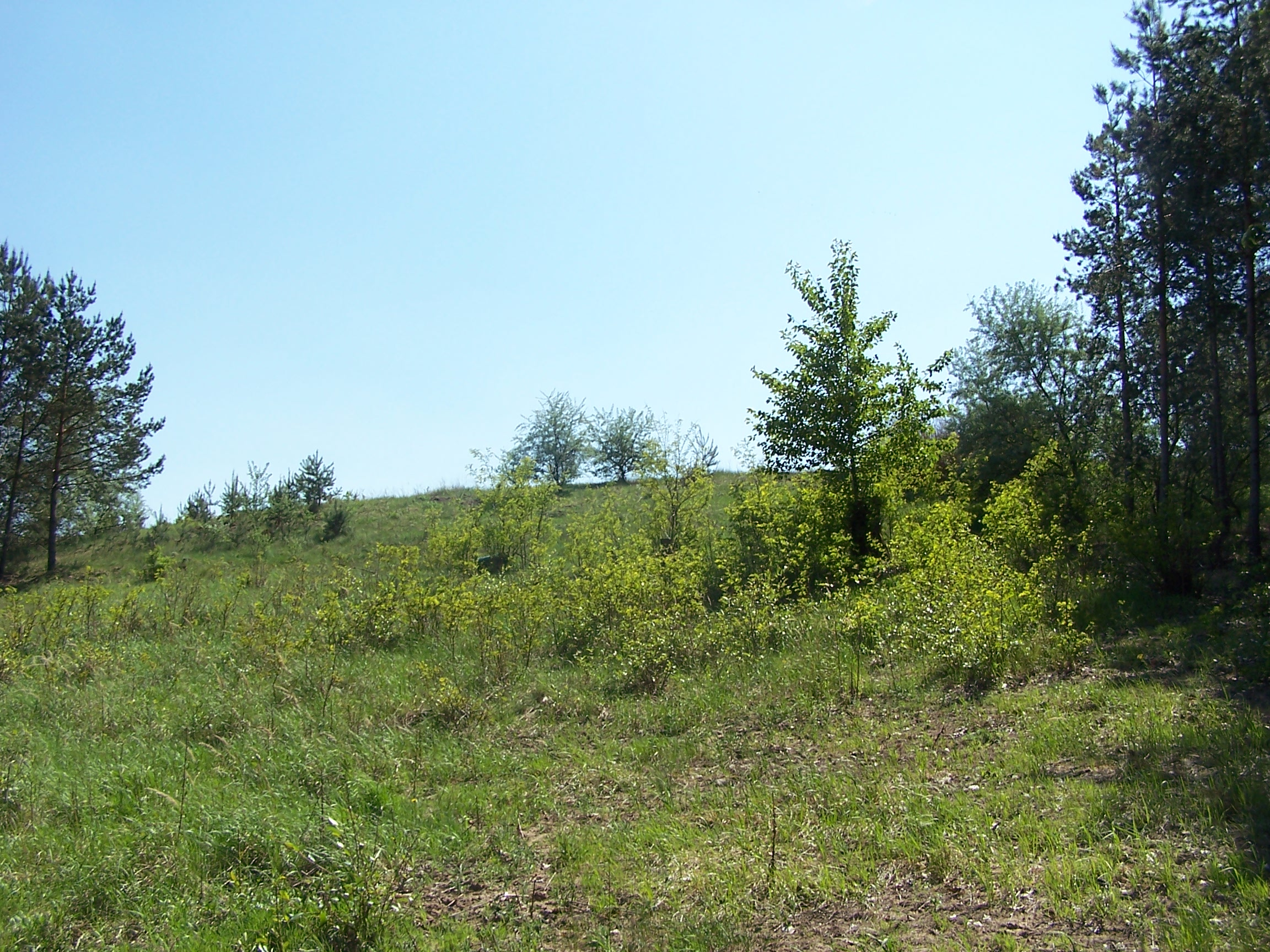
A domb az Erik-hegy (Monte Erich) néven híresült el. Alatta található a bunker.

Válsághelyzet esetén ez a rezsim lépett volna életbe. A levegőt, villanyt és vizet továbbra is külső forrásokból biztosították volna, de felkészültek a belső ellátásra. Csak a kijelölt személyzet léphetett be a létesítménybe, az őrszolgálatot megerősítették volna, a nyílt tűzparancs – csakúgy, mint például a Berlini falnál – továbbra is érvényben maradt.

#### Betriebsweise 3
A harmadik, legmagasabb riasztási fokozat értelemszerűen vészhelyzet esetén lépett volna érvénybe. A villamosellátást a belső dízelgenerátorok biztosították volna, a vízellátást a hatalmas belső tartályokból oldották volna meg. Egyedül a levegőztetést nem lehetett volna egy ekkora építménynél és ilyen nagy létszámnál a külvilág kizárásával megoldani, így az továbbra is kívülről, sokkörös szűrőrendszeren keresztül érkezett volna.
Arra az esetre is felkészültek, ha a felszínen a közeli nukleáris csapás következményeként „felforrt” volna a levegő. A külső levegőt 2,7 kilométeres acélcsőhálózaton keresztül szivattyúzták be a bunkerbe, így az 1200°C fokos külső levegő hőmérséklet sem lehetetlenítette volna el a belső túlélést. Mindenesetre maximum 36 órán keresztül ezt a külső légellátást is belső cirkulációra kapcsolhatták volna.

### Üzemeltetése

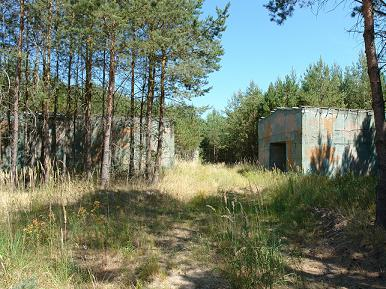
Az épület a bunker szellőzőaknáit rejti.

A felhasznált technológia nagy része a keleti blokkban nem volt elérhető, ezért a létesítmény berendezéseinek túlnyomó részét nyugatról, az akkori NSZK-ból szerezték be. A létesítmény kommunikációs központjából rádió és tv-közleményeket lehetett volna kiadni a lakosságnak, illetve az folyamatos kapcsolatot biztosított a Varsói szerződés többi államával. A Szovjetunióval a kapcsolattartás az NDK-s KGB-összekötőtiszten keresztül történt, ezt a posztot történetesen Vlagyimir Putyin ezredes töltötte be ebben az időszakban.

## A rendszerváltást követő időszak
Habár Honecker egy 1989. januári beszédében még kijelentette, hogy „a Fal még ötven vagy száz évig állni fog”, ha az okok addig még fennállnak majd – „Die Mauer wird in 50 und auch in 100 Jahren noch bestehen bleiben, wenn die dazu vorhandenen Gründe nicht beseitigt werden.“  Nos, az okok nem álltak fenn addig, csak az év (1989) végéig. A rendszer bukásával a bunker is fölöslegessé és ismertté vált.
A létesítményt a német hadsereg, a Bundeswehr kapta meg, de nem lelkesedtek az „ajándékért”, túl sok mindent nem tudtak vele kezdeni. Fenntartása túl sokba került volna, ezért a leépítése mellett döntöttek, ami abból állt, hogy a mozdítható berendezéseit leszerelték és elszállították, a többi részét meg otthagyták az enyészetnek.

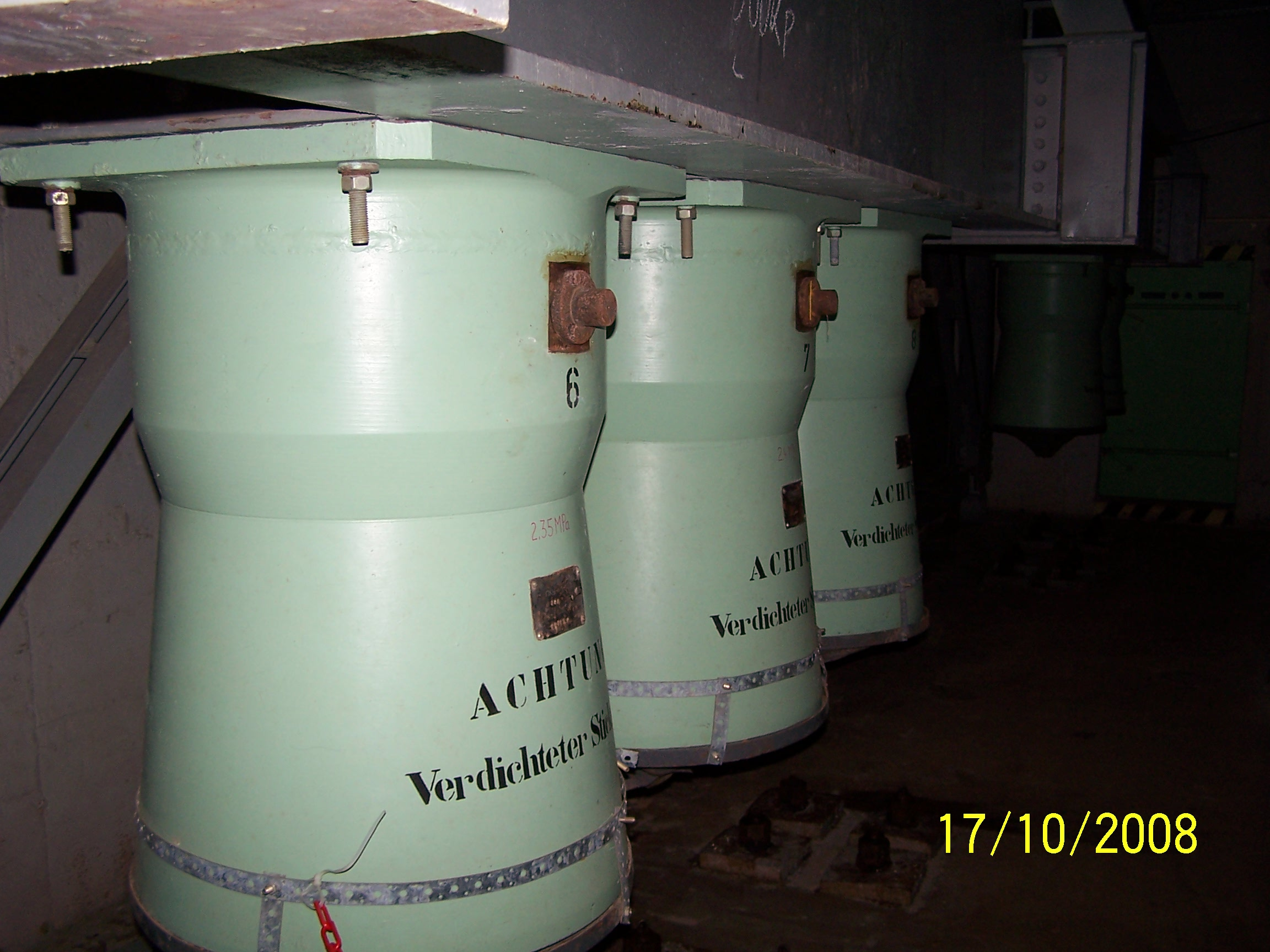
Lengéscsillapítók a bunkerben.

Igaz, a létesítménynek a fő bejáratait befalazták – de mivel ezúttal nem vigyázták azt a mindenre mozgásra kérdés nélkül tüzelő buzgó katonák, – ezeket a blokádokat több helyen is áttörték. Titkos túrákon térképezték fel a létesítményt sztalkerek, és a helyiek is innen elégítették ki kábel és páncélajtó igényeiket.
2003-ban a német állam és a bunkereket fenntartó (Berliner Bunker Netzwerk (BBN e.V.) együttműködési megállapodást írtak elő, melynek keretében a szervezet felmérte és dokumentálta a Honecker-bunkert és úgy tervezték, hogy múzeumként nyitják azt meg a nagyközönség előtt. Ebből aztán semmi nem lett, mert a bunker fenntartási költségeit a szervezet nem (sem) tudta előteremteni, így a létesítményt 2008 végén ismét lezárták, illetve hát lebetonozták a látogatók elől. Ezúttal vastagabb betonréteggel.
Az alábbi filmet Oliver Eberhardt készítette a bunkerről (magyar felirattal): A Honecker-bunker.